# Titoki
Titoki est une localité située dans la région du Northland, dans l’Île du Nord de la Nouvelle-Zélande.

## Situation
La ville de Whangarei est à 26 km (soit 16 miles) à l’est.
La rivière Wairua passe à l’est de Titoki et la rivière Mangakahia, à l’ouest ,.

## Économie
Une centrale hydro-électrique fonctionne à Wairua Falls depuis 1916. Elle a été modernisée pour produire 5,4 Gwh par an en 2007.

## Éducation
L’école de Mangakahia est une école primaire mixte, allant de l'année 1 à 15 avec un taux de décile de 3 et un effectif de 157 élèves.
L’école, anciennement appelé Titoki District High School, a célébré son centenaire en 2007.

## Personnalités notables
- Tania Roxborogh (en), écrivain